# NIEDAX
NIEDAX GROUP — немецкая компания, производитель кабельных огнеупорных систем, перфорированных и проволочных лотков для различных видов нагрузки, кабель каналов и т. д. Штаб-квартира находится в Германии, в городе Линц-на-Рейне. В 2007 году была достигнута рекордная планка оборота компании в 5 млрд евро. Компания насчитывает 15 тыс. сотрудников. Девиз руководства компании — «производство только на территории Германии».
NIEDAX GROUP делится на четыре подразделения: NIEDAX GmbH, Kleinhuis GmbH, Electraplan GmbH, Fintech GmbH.
- NIEDAX GmbH — производит кабельные огнеупорные системы, перфорированные и проволочные лотки, дин-рейки.
- Kleinhuis GmbH — кабель каналы, кабельные вводы, клеммники.
- Electraplan GmbH — лючки в пол, коробки для монолитного бетона.
- Fintech GmbH — кабельные системы различного плана.

- 1920 Создание Александром Нидергезойссем и Фрицем Акстельмом компании Niedergesa & Co. OHG
- 1925 Строительство завода в Герцберге/Эстер
- 1926 Регистрация торговой марки «NIEDAX»
- 1928 Получен первый патент NIEDAX на spreading plug
- 1935 Выпуск патента NIEDAX на зажим
- 1948 Блокада Берлина: экспроприация продукции Герцерберга. 14 октября: Аренда зданий старых заводов по переработке газа в Линце/Райн для строительства новой фабрики.

Возвращение в Берлин основного офиса, Линц/Райн становится региональным офисом.
- 1950 1 февраля: компания NIEDAX празднует 30-летний юбилей. После годов экономического спада виден свет в конце туннеля в послевоенной Гермении.
- 1951 Экспроприация продукции завода в Герцберге.
- 1954 Покупка старого завода по переработке газа в Линце/Райн
- 1955, 1 января: производственное здание в Линце/Райн становится независимым предприятием NIEDAX GmbH. Niedergesa & Co.
- 31 августа 1956 Кончина основателя компании Александра Нидергезойсса.
- 10 января 1957 Кончина основателя компании Фрица Акстельма.
- 1961 Покупка собственности на Абашер штрассе в Линце/Райн.
- 1965 Переезд Niedergesa & Co с повреждённой бомбами стороны Дюппельштрассе 25 на Лауэнбургерштрассе 85.

Завершение первой фазы строительства NIEDAX GmbH на Абашер штрассе с первым профилирующем оборудованием для продукции NIEDAX — анкер- и дин-реек.
- 1970, 1 февраля: NIEDAX празднует 50-летний юбилей, разработка планов на будущее
- 1971 Покупка собственности в Сейнт-Катаринене возле Линца/Райн
- 1973 Начало программы NIEDAX кабели-лотки
- 1976 Начало горячей гальваники в Сейнт-Катаринене. Завершение нового административного здания на Абашер штрассе — Линц/Райн.
- 1977 NIEDAX начинает строительство новых заводских строений для переезда всего производства в Сейнт-Катаринен.
- 1980 Выход на рынок программы NIEDAX цветного оборудования для гальванической листовой стали
- 1983 Начало по покрытию поверхности синтетикой
- 1985 Расширение программы по каналам с линейными защитными проходами.
- 1991 Реорганизация группы по продажи и дистрибуции: Niedergesa & Co. в Берлине становится рабочим представителем NIEDAX GmbH& Co. KG в Линце и к тому же сохраняет независимость.

Niedergesa & Co. покупает оборудование для перфорации в Рагуне, район Биттерфелд, как основной склад по Саксонии и Саксонии-Анхальт.
- 1994 NIEDAX увеличивает администрацию. Niedergesa & Co. строит центральный склад в Берлине и Бранденбурге в Бранденбургском парке, Геншагене, возле Берлина.
- 1996 Покупка Deutsche Electraplan, DEG, напольные кабельные системы в Гамбурге.
- 1998 Покупка завода по электроплатам, NIEDAX Galvanik в Бонне.
- 2000 Поглощение с Hermann Kleinhuis Gmbh & Co. KG, электроустановочных изделий, Люденшайд.
- 2001/2002 Основание и открытие новых офисов в Польше, Франции и Нидерландах.
- 2003 Основание и открытие представительства в США.